# Ruhla
Ruhla (pronunciación en alemán: /ˈʁuːla/ⓘ) es una ciudad del estado federado alemán de Turingia.
La ciudad de Ruhla incluye también las aldeas de Thal y Kittelsthal. Mencionada por primera vez en el año 1355, la ciudad obtuvo su reputación como ciudad de vigilancia, pero hoy día lo primordial es el turismo.